# Ernest Katić
Ernest Katić (Dubrovnik, 6. veljače 1883. – 10. lipnja 1955.) hrvatski književnik, kolekcionar i kulturni radnik iz Dubrovnika.

## Životopis
U svoje doba bio je iznimno zapažen dramski pisac čija su djela izvodili Hrvatsko narodno kazalište u Zagrebu i druga kazališta diljem domovine, a neke od njegovih drama su postale i vrlo rane domaće radio-drame. Bio je aktivni član međuratnog dubrovačkoga društva, prijatelj Ivana Meštrovića i njegov povjerenik u Dubrovniku, domaćin G. B. Shawa i H. G. Wellsa, suorganizator povijesnoga dubrovačkoga XI. Kongresa PEN-a 1933. godine, crkovinar crkve Sv. Vlaha, predsjednik dubrovačkog ogranka Matice hrvatske, član uprave zaklade „Blago djelo“, član gradskog Uresnog povjerenstva. Nadopunio četiri poglavlja nedovršenog romana Đenevrija Mata Vodopića.
Bogata arhivska građa čuva se u Državnom arhivu u Dubrovniku pod signaturom HR-DADU 276.

## Djela
- "Jakobinka: drama u četiri čina", Matica hrvatska, Zagreb, 1914.
- "Stari i novi Dubrovnik", Zagreb, 1928.
- "Imbarak: (slika iz dubrovačkog pomorskog života naših dana)", Dubrovnik, 1936.
- "Petka", Hrvatska narodna tiskara S. Vidović, Split, 1940.
- "Cvijeta Zuzori", Dubrovnik, 1941.